# Deroceras hesperium
Deroceras hesperium är en snäckart som beskrevs av Henry Augustus Pilsbry 1944. Deroceras hesperium ingår i släktet Deroceras och familjen kölsniglar. Inga underarter finns listade i Catalogue of Life.